# Клит (сын Бардила)
Клит (др.-греч. Κλεῖτος; IV век до н. э.) — правитель иллирийского племени дарданов.
Клит был сыном или, по другой версии, внуком могущественного царя иллирийцев Бардила, который в 360-х годах до н. э. едва не завоевал Македонию, однако в 358 году до н. э. погиб в битве у Лихнидского озера с Филиппом II. Клит, предположительно, после смерти отца правил племенем дарданов в качестве вассального от македонян царя. После смерти Филиппа II Клит решился на восстание, заключив перед этим антимакедонский союз с правителем тавлантиев Главкием и автариатами. Действия наследника Филиппа II Александра Македонского полностью расстроили первоначальные планы иллирийцев. Клит не смог воспрепятствовать македонянам во время перехода через горы, не успел соединить свои силы с тавлантиями Главкия и оказался осаждённым в Пелии. В ходе неожиданного для Клита штурма город был взят, а сам царь бежал. По одной из версий, впоследствии он смог восстановить своё положение правителя дарданов и его сын Бардил II был достаточно могущественным правителем, чтобы с ним искал союза древнеэпирский царь Пирр.

## Биография

### Происхождение
Согласно «Анабасису Александра» Арриана Клит был сыном Бардила, могущественного иллирийского царя, который победил македонского царя Пердикку III в 360/359 году до н. э. и погиб вскоре после этого в возрасте более 90 лет в битве у Лихнидского озера с Филиппом II. Некоторые современные историки считают Клита внуком Бардила I, у которого мог быть сын с тем же именем.
Во время жизни Клита иллирийцы ещё не имели государства в современном понимании этого слова, а представляли собой племенной союз. Историки определяют статус Клита как царя или вождя дарданов, которые проживали на территории современного Косово. Утверждение о том, что Бардил и Клит были царями дарданов, широко распространено в историографии, однако оно не учитывает определённое несоответствие границ их предполагаемых владений и ареала расселения дарданов. Возможно, Бардил и Клит руководили дассаретами, либо обоими племенами. Предположительно, после смерти Бардила Клит наследовал отцу власть над дарданами, часть владений которых перешли к Македонии. Также, он был вынужден признать верховную власть Филиппа II.

### Война с македонянами
В 335 году до н. э., уже после смерти Филиппа II, три иллирийские племени — дарданов под командованием Клита, тавлантиев под командованием Главкия и автариатов — заключили антимакедонский союз. Также Клит заявил о своей независимости от македонян. Эта новость заставила Александра Македонского, который только завершил кампанию против гетов и трибаллов во Фракии, спешно отправиться к северо-западным границам своего государства, так как он не мог начать поход в Азию, не обезопасив границы своей державы. Согласно плану иллирийцев, во время марша через горы на македонян должны были напасть автариаты. Этим планам помешали действия союзного македонянам царя агриан Лангара, который вторгся на территорию автариатов, предавая все опустошению и захватывая пленных и добычу. Первоначальные планы иллирийцев оказались совершенно расстроенными, так как теперь автариатам «пришлось думать о себе самих», а не о нападении на войско македонян.

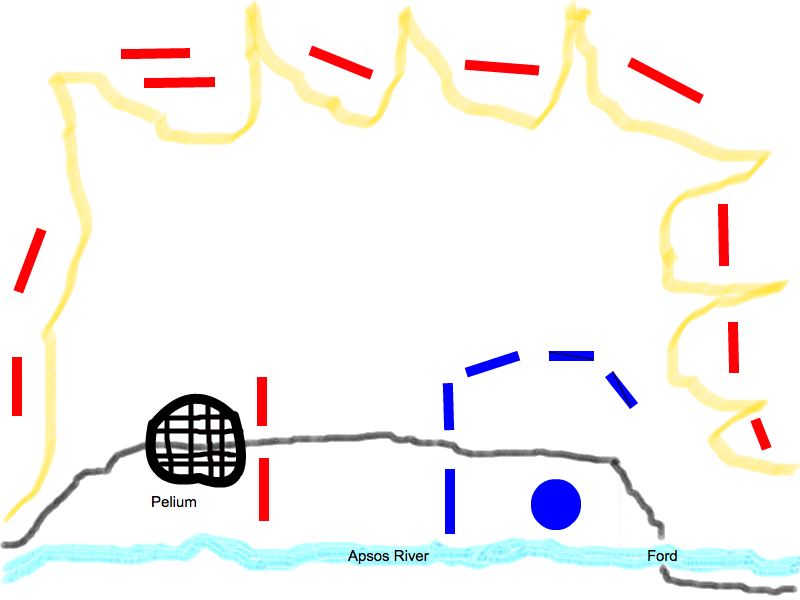
Схема расположения войск Александра Македонского (синий цвет) и иллирийцев (красный цвет) в начале осады Пелия

После провала первоначального плана Клит занял наиболее укреплённый город области Пелий, где предполагал дождаться во́йско Главкия. Однако македоняне первыми зашли на равнину и блокировали Пелий, а союзное Клиту войско Главкия подошло через несколько дней. Хоть войска иллирийцев под командованием Клита и Главкия, предположительно, превосходили по численности македонян, они представляли собой разрозненные отряды, которые не могли противостоять высокодисциплинированному и манёвренному войску Александра.
Попытка Главкия заблокировать дорогу и запереть македонян на равнине под Пелием провалилась. Македоняне обратили тавлантиев в бегство, а также заняли несколько господствующих над ней высот. Александр отметил отсутствие должной дисциплины в осаждённом Пелии. В городе не выставляли караулов для охраны оборонительных сооружений, а сами осаждённые вели себя настолько беспечно «словно все думали, что Александр в страхе бежал». На этом фоне македоняне предприняли ночную атаку на одном из наиболее незащищённых участков. Согласно Арриану, македоняне без особого труда преодолели городские укрепления и «одних убивали в постелях, других, которые пытались бежать, без труда ловили, так что многие были тут же захвачены и убиты; другие погибли при беспорядочном паническом отступлении». Сам Клит бежал в земли тавлантиев.

### После поражения в войне с Александром Македонским
Дальнейшая судьба Клита достоверно неизвестна. Около 292 года до н. э. эпирский царь Пирр взял в жёны Биркенну, дочь «царя иллирийцев» Бардила II, который, по одной из версий, был сыном Клита. Это свидетельствует о том, что Пирр нуждался в иллирийских союзниках. Предположительно, Бардил наследовал власть своему отцу Клиту, который сумел восстановить власть над одним из племён в южной Иллирии. По одной из версий, Клит вновь стал править дарданами при согласии Александра.